# パールーン
パールーン (ヌーリスターン語: پارون)、または プラスーン、プラスングルはアフガニスタンのヌーリスターン州、パールーン郡の行政の中心である小さな町。
パールーンの人口は1,647人。パールーンには1郡と350ヘクタールの総面積がある。 パールーンの住居の総数は183戸である
2021年8月15日、パールーンはターリバーンの戦闘員に占領され、2021年ターリバーン攻勢において、ターリバーンに戦力された32番目の州都となった。

## 土地利用
パールーンはアフガニスタン北東部に位置する村であり、面積はわずか350ヘクタール、戸数は183戸である。パールーンは主に森林地帯であり(54%) 農地がそれに続く(33%)。 市街地は土地の総面積において7%のみを占めている。しかし、他の多くの都市と異なり、パールーンにおいて不毛地はなく、空き地は4ヘクタールしかない。

## 地理
パールーンにはイシテウィ、プロンズ、デワ、クシテキ、ツツム、パシキの6つの村がある。これらはパールーン川の南北沿い20 kmにわたって位置する。北にあるイシテウィは標高2,850 mに位置し、最も低い村であるパシキは標高2,500 mに位置する。

### 気候
ケッペンの気候区分においては、パールーンは亜寒帯気候 (Dsc)である。パールーンの年間の平均気温は1.2 °C (34.2 °F)で、平均して最も暑い7月の気温は11.7 °C (53.1 °F)、最も寒い1月は−11.1 °C (12.0 °F)である。
| パールーンの気候     | パールーンの気候 | パールーンの気候 | パールーンの気候 | パールーンの気候 | パールーンの気候 | パールーンの気候 | パールーンの気候 | パールーンの気候 | パールーンの気候 | パールーンの気候 | パールーンの気候 | パールーンの気候 | パールーンの気候 |
| 月                   | 1月              | 2月              | 3月              | 4月              | 5月              | 6月              | 7月              | 8月              | 9月              | 10月             | 11月             | 12月             | 年               |
| -------------------- | ---------------- | ---------------- | ---------------- | ---------------- | ---------------- | ---------------- | ---------------- | ---------------- | ---------------- | ---------------- | ---------------- | ---------------- | ---------------- |
| 日平均気温 °C （°F） | −11.1 (12)       | −9.5 (14.9)      | −4.8 (23.4)      | 0.7 (33.3)       | 4.5 (40.1)       | 9.6 (49.3)       | 11.7 (53.1)      | 11.3 (52.3)      | 7.9 (46.2)       | 3.1 (37.6)       | −2.3 (27.9)      | −7 (19)          | 1.17 (34.09)     |
| 降水量 mm （inch）   | 83.0 (3.268)     | 113.8 (4.48)     | 154.0 (6.063)    | 147.0 (5.787)    | 103.3 (4.067)    | 33.5 (1.319)     | 44.5 (1.752)     | 44.3 (1.744)     | 20.7 (0.815)     | 35.7 (1.406)     | 55.1 (2.169)     | 82.2 (3.236)     | 917.1 (36.106)   |
| % 湿度               | 57.1             | 60.9             | 60.1             | 60.0             | 56.0             | 46.0             | 48.4             | 50.3             | 48.1             | 47.5             | 46.8             | 51.9             | 52.76            |
| 出典：Weatherbase    |                  |                  |                  |                  |                  |                  |                  |                  |                  |                  |                  |                  |                  |

## 都市計画
2007年のニュースによると、ヌーリスターン州の知事はパールーンに人口20,000人の都市を建設することを計画していた。これが作られると「ヌーリスターンで最初の都市」になる。報告は建設の一部が既に始まったことを示していた。

## 言語
ワシ・ワリ語はパールーンで母語として話されているが、カムカタ・ヴィリ語、パシュトゥー語、ダリー語も理解される。パールーンのグジャール人はグジャール語として知られる母語を話す。